# Cerkev Marije Snežne, Piran
Cerkev Marije Snežne je ena izmed cerkva v Piranu. Nahaja se na Bolniški ulici.
Cerkev je prvič omenjena leta 1404. Denar za njeno gradnjo je darovala bogata piranska gospa. Prezbiterij krasi baročni oltar iz 17. stoletja. Na zidovih v ladji visijo številne slike v lesenih, rezljanih okvirjih, ki jih je izdelal  B. Marangona iz Mantove leta 1666. Glavna slika nad vhodom na vzhodni strani prikazuje čudež snega (glej: Bazilika Marije Snežne, Rim) in je datirana v drugo polovico 17. stoletja. Leta 1969 so na slavoločni steni odkrili sliki Križanja in Oznanjenja.
Tabelna slika Oznanjenje je delo beneškega slikarja iz let okoli 1430, Križanje, ki je nameščeno v zašiljenem gotskem oboku, pa je nastalo nekoliko kasneje, v letih 1450 - 1460. Mogoče ga je pripisati mojstru Nicolaju di Antoniu iz Pirana, ki ga omenjajo arhivski viri in je deloval v Padovi.